# Ali Tarhouni

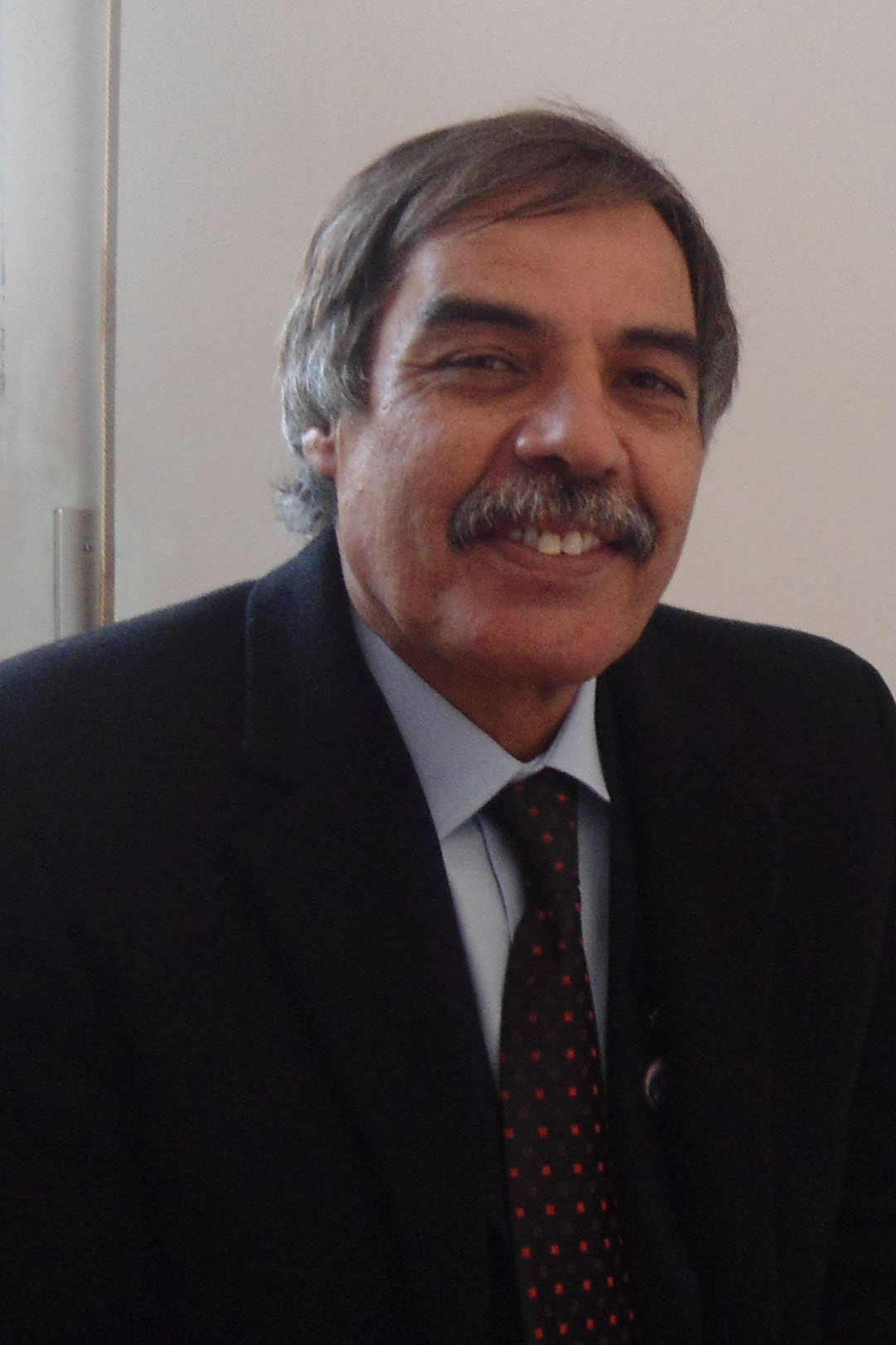
Ali Tarhouni

Ali Abdussalam Tarhouni (arabisch علي عبد السلام الترهوني, DMG ʿAlī ʿAbd as-Salām at-Tarhūnī; * 1951 in Libyen) ist ein US-amerikanischer Hochschullehrer libyscher Herkunft, der jüngst in der Politik seines Heimatlandes aktiv ist. Nach dem Ende des Bürgerkrieges war er im Oktober 2011 für eine Woche Ministerpräsident Libyens. Er ist Gründer und Vorsitzender der Nationalen Zentrumspartei.

## Leben

### Privatleben und Ausbildung
Anfang der 1970er Jahre war er an der Al Fateh Universität in Tripolis immatrikuliert. Gemeinsam mit einigen Kommilitonen engagierte er sich in regierungskritischen außerparlamentarischen Aktivitäten und setzte sich für Demokratie und individuelle Freiheit ein. Dies hatte mehrere Verweise und Verhaftungen zur Folge. Letztlich schloss er seinen Bachelor ab und emigrierte 1973 auf Grund der anhaltenden Repressionen in die Vereinigten Staaten. Daraufhin erkannten die Behörden ihm die libysche Staatsangehörigkeit ab und verurteilten ihn 1978 in Abwesenheit zum Tode. 1981 wurde er zudem auf eine so genannte „Todesliste“ gesetzt.
Er ist mit Mary Li verheiratet, die als Anwältin beim Attorney General des Bundesstaates Washington arbeitet.

### Akademische Laufbahn
Tarhouni setzte sein Studium der Volkswirtschaftslehre an der Michigan State University in East Lansing fort und erwarb dort 1978 den Master of Science, bevor er am gleichen Institut 1983 zum Ph.D. promovierte. Die folgenden zwei Jahre war er als Assistenzprofessor für Wirtschaftswissenschaften an der University of Washington in Seattle tätig, bevor er 1985 als ordentlicher Professor an die angeschlossene Michael G. Foster School of Business wechselte. Die Forschungsschwerpunkte Tarhounis lagen auf der Volatilität von Wertpapiermärkten, externen Netzwerkeffekten, der Betriebswirtschaft, makroökonomischen Analysen, Finanzinstituten und -märkten aber auch internationalen Finanzen und Investments. Neben seiner lehrenden Funktion beriet er anderem die Ernährungs- und Landwirtschaftsorganisation in finanzieller Hinsicht und saß in Beratungsausschüssen diverser Technologie- und Internetunternehmen. Darüber hinaus war er auch in der libyschen Exilopposition aktiv.

### Politische Karriere
Ende Februar 2011 kehrte Tarhouni spontan während des laufenden Semesters nach Libyen zurück, um die dortige Oppositionsbewegung in ihrem Aufstand gegen Muammar al-Gaddafi zu unterstützen und sie in wirtschaftlichen Aspekten zu beraten. Er stieg schnell zum Sprecher der Bewegung auf und am 23. März ernannte ihn der Nationale Übergangsrat zum Leiter des Finanz-, Handels-, Wirtschafts- und Ölkomitees und somit zum entsprechenden Beauftragten im Exekutivrat – also zum inoffiziellen Minister der Revolutionäre. Nach einer Umstrukturierung und Auflösung des Gremiums schied er am 8. August aus dem Exekutivrat aus, hatte allerdings im Übergangsrat die gleiche Position weiterhin inne. Darüber hinaus wurde er stellvertretender Vorsitzender des Rates und blieb, gemeinsam mit Mahmud Shammam, auch dessen Sprecher. In dieser Funktion verkündete er am 25. August den offiziellen Umzug des Übergangsrates von Bengasi in das kurz zuvor eroberte Tripolis und erklärte am 3. September die ihm aufgetragene Gründung eines Obersten Sicherheitskomitees in der Hauptstadt, dessen Vorsitzender er sein würde.
Am 2. Oktober ernannte man Tarhouni zum stellvertretenden Ministerpräsidenten und am 23. Oktober folgte er Mahmud Dschibril im Amt des Ministerpräsidenten nach. Dieses bekleidete er für den Zeitraum von einer Woche bis zum 31. Oktober, als er von Abdel Rahim el-Kib abgelöst wurde.
Seit 2014 ist Tarhouni Vorsitzender der 60-köpfigen Verfassungskommission Libyens.

## Publikationen (Auswahl)
- Ali Tarhouni, Ed Rice: What's New on the Internet: A Reflection. The E-Business Review, September 2002.
- Ali Tarhouni, Ed Rice: Valuation of internet companies: irrational bubble or changed but rational expectations?. The E-Business Review, September 2003
- Ali Tarhouni, James Gurney, Ed Rice: The Effects of Patient Insurance Status on Trauma Center Care
- Ali Tarhouni, Jennifer Koski, Ed Rice: Day Trading and Volatility
- Ali Tarhouni, Ed Rice, Deb Dey: The Internet Equilibrium: How did Winner-Take-All turn into Losses?
- Ali Tarhouni, Ed Rice: The Internet: What is New and What is Old

## Ehrungen und Auszeichnungen
- 1987: Tyee Instructor of the Year
- 1990: ADMIN 510 Outstanding Instructor
- 1990: MBA Core Professor of the Quarter for Autumn
- 1991: ADMIN 510 Outstanding Instructor
- 1992: MBA Core Professor of the Quarter for Autumn
- 1992: ADMIN 510 Outstanding Instructor
- 1993: ADMIN 510 Outstanding Instructor
- 1994: ADMIN 510 Outstanding Instructor
- 1995: ADMIN 510 Outstanding Instructor
- 1996: MBA Core Professor of the Quarter for Autumn
- 1997: Charles Summer Memorial Teaching Award
- 1998: Charles Summer Memorial Teaching Award
- 1998: Professor of the Year
- 2000: MBA Core Professor of the Quarter for Autumn
- 2000: Daniel R. Siegel Service Award
- 2001: Daniel R. Siegel Service Award
- 2002: PACCAR Award for Teaching Excellence
- 2002: Charles Summer Memorial Teaching Award
- 2003: MBA Core Professor of the Quarter for Autumn
- 2003: E-Business Core Professor of the Quarter for Autumn
- 2007: MBA Core Professor of the Quarter for Autumn
- 2008: MBA Core Professor of the Quarter for Autumn

## Weblink
- Offizielle Internetpräsenz Tarhounis auf den Seiten der Michael G. Foster School of Business (Memento vom 7. September 2010 im Internet Archive)